# Limbi paleosiberiene
Limbile paleosiberiene (din termenul grecesc Palaios , "vechi") este un termen folosit de conveniență în lingvistică pentru a clasifica un grup disparat de limbi vorbite în unele părți din nord-estul Siberiei și unele părți ale Rusiei în Orientul Îndepărtat. Ele nu sunt cunoscute de a avea vreo relație lingvistică între ele, iar singura lor proveniență comună este că acestea sunt deținute pentru a fi existat înaintea altor limbi dominante din zonă, în special în limbile tunguze și în ultimul turcice, care în mare parte au fost înlocuite de limba rusă. Chiar mai recent, turca (cel puțin în Siberia), și mai ales tunguza, au fost înlocuite la rândul lor, de către rusa.
Numărul total de vorbitori de limbi paleosiberiene este de aproximativ 23.000.

## Clasificare
Patru familii lingvistice mici și izolate cuprind limbile paleosiberiene:
1. Familia Chukotka-Kamceatkană, include chukchi și rudele sale apropiate, coriaca, aliutora și kerek. Itelmen, de asemenea, cunoscut sub numele de Kamchadal, este, de asemenea, rudă îndepărtată. Chukchi, coriaca și aliutora sunt vorbite în Siberia de est de către comunitățile de numerotare în mii. Kerek este limbă moartă, iar acum Itelmen este vorbită de mai puțin de 100 de persoane, cea mai mare parte în vârstă, pe coasta de vest a Peninsulei Kamceatka.

1. Yukaghir este vorbită în două soiuri reciproc neinteligibile în sudul regiunii Kolyma și valea Indigirka. Alte limbi, inclusiv Chuvantsy, vorbite în interior și în estul îndepărtat, sunt acum dispărute. Yukaghir este susținută de unii a fi legată de limbile uralice.

1. Nivkh este vorbită în bazinul inferior Amur și pe jumătatea de nord a insulei Sahalin. Ea are o literatură modernă recentă.

1. Ket este vorbită în partea centrală a depresiunii râului Enisei în districtul Turukhansk de Krasnoyarsk Krai de nu mai mult de 200 de persoane. Aceasta este cunoscută a fi ultima rămășiță a unei subfamilii lingvistice mici, limbile eniseiene, înainte vorbită în centrul depresiunii râului Enisei mijloc și în zona afluenților săi. (Dacă Ket ar trebui să fie considerată izolată, prin urmare, este o chestiune de definiție: istoric vorbind, nu este.)

Ainu este uneori adăugat la acest grup, deși nu este, strict vorbind, o limbă din Siberia. Ea abia supraviețuiește în sudul insulei Sahalin, unde a fost limba nativă principală. Acesta a fost, de asemenea, vorbită în Insulele Kurile și la Hokkaido, unde există un interes puternic în renașterea. Încercările au fost făcute pentru a o înrudi la multe familii de limbi, inclusiv altaică, austro-asiatică, austroneziană, Nihali, precum și prezumtiva indo-Pacifică.
Împreună cu limba japoneză și coreeană, care sunt principalele limbi moderne, aceste "relații sărace" rezistă la orice clasificare lingvistică ușoară sau evidentă, fie cu alte grupuri sau unul cu celălalt. Limbile din cadrul grupului paleosiberian sunt gândite de unii ca fiind legate de familiile Na-Dene si eschimo-Aleutin, care au supraviețuit într-un număr puțin mai mare în Alaska și Canada de nord. Acest lucru ar sprijini mai multe teorii, precum că unele dintre popoarele aborigene din America de Nord au migrat din Siberia de azi și din alte regiuni ale Asiei, când cele două continente erau unite în timpul ultimei ere glaciare.
Ket, sau mai exact Yeniseienele ca un întreg, a fost legat într-o propunere pentru limbile Na-Dene din America de Nord. În trecut, au fost făcute încercări de a o relaționa la sino-tibetană, caucaziană din Nord și Burushaski .

## Legături externe
- http://dexonline.ro/definitie/paleoasiatic